# Croton megaponticus
Espèce
Croton megaponticus est une espèce de plantes à fleurs du genre Croton et de la famille Euphorbiaceae présente au Brésil (Goiás).
Il a pour synonyme :
- Oxydectes megapontica, (Müll.Arg.) Kuntze